# سكيتو دوكا
سكيتو دوكا هي قرية تقع في إقليم ياش في رومانيا وبلغ عدد سكانها 4,337 نسمة في عام 2002.